# If Day

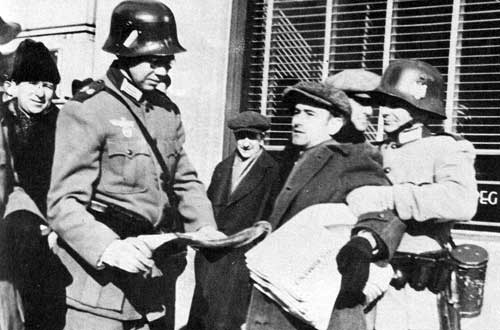
Добровольцы, одеты в форму германских солдат, «арестовывают» газетчика во время If Day.

If Day (англ. День «Если однажды») — мероприятие, проведённое 19 февраля 1942 года, во время Второй мировой войны, в городе Виннипег, провинция Манитоба, Канада, и прилегающих к нему районах.
Представляло собой имитацию вторжения войск нацистской Германии и оккупацию ими этой территории. Мероприятие было организовано силами общества Greater Winnipeg Victory Loan («Большой виннипегский военный заём»), возглавлявшегося видным виннипегским бизнесменом Джоном Перреном. Мероприятие стало крупнейшим военным учением в Виннипеге из проведённых к тому времени.
«If Day» включал постановочное сражение между канадскими войсками и добровольцами, одетыми в форму германских солдат, интернирование «нацистами» известных городских политиков, установление в городе «нацистского режима» и военный парад. Мероприятие было посвящено сбору средств для войны: в этот день в Виннипеге было собрано более трёх миллионов канадских долларов. По мотивам события в 2006 году был снят документальный фильм, также оно упоминалось в фильме Гая Мэддина «Мой Виннипег». 